# 今出川 (福島県)
今出川（いまでがわ）は、福島県を流れる阿武隈川水系の二次支流である一級河川。

## 地理
石川郡古殿町の大笹山（標高 677m）に源を発し、西へ流れる。石川町の中心市街地で、北から合流する北須川を合わせ、南西から西へ向きを変え、字猫啼付近で南西から流れてきた社川に合流する。（一部の地図では、北須川との合流点から社川との合流点までの区間を「北須川」と表示している場合がある。）
今出川の上流部は、阿武隈高地の豊かな自然に恵まれ、山間部に開けた平地があり、狭い川幅で緩やかに蛇行する今出川を利用した水田耕作が可能で古くから集落が形成されたが、中流部は勾配が急な渓流となっている。
北須川と合流するあたりの下流部には、古くから城下町として発達した石川町の中心市街地がある。

## 流域の生態系
流れが緩やかな今出川上流部は、ウグイの産卵床になる砂礫の河床となっているほか、小魚も多く、それを餌とするサギの類がいる。また、湧水の流入もありホトケドジョウも生息している。河床に岩や巨礫が多い中流部の渓流は、イワナやヤマメなどが生息している。また、淀みにはカワニナが多く、それを餌とするゲンジボタルもいる。

## 治水
早くから北須川との合流部に城下町が形成された石川では、しばしば洪水被害も生じていたが、1966年9月の台風28号は、特に大きな洪水被害をもたらした。この洪水を契機に、中心市街地から水郡線鉄橋付近までの範囲が暫定改修された。1967年に灌漑目的で北須川に千五沢ダムが建設されて以降は、その貯留効果により洪水の危険性は軽減されている。1996年からは、今出ダムの建設も視野に入れた今出川総合開発事業が始まったが、今出ダムは2008年に建設計画が中止され、2009年からは千五沢ダムに洪水調整機能をもたせるためのダム再開発事業が始められた。

## 桜並木
今出川は、北須川とともに、市街地部の河岸に数キロメートルに及ぶ桜並木が整備されており、例年、花見の季節には「桜まつり」が開催されている。

## 流域の自治体
福島県
- 石川郡古殿町
- 石川郡平田村（石川町との町村境の一部をなす）
- 石川郡石川町

## 主な支流
- 北須川
  - 東川
  - 平田川
  - 乙空釜川
  - 沢丈川
- 飛鳥川
  - 組矢川（二級水系鮫川水系。分水路にて接続する）
- 三森川

## 主な橋梁
- 白石橋（福島県道11号白河石川線）
- 石川橋（国道118号）
- 今出川橋梁（JR水郡線）
- 松岡橋（石川町道）
- 大正橋（石川町道）
- 宮橋（福島県道11号白河石川線）
- 神前橋（石川町道）
- 泉橋（牛乳橋）（石川町道）
- 柳橋（石川町道）
- 今須橋（ロマンス橋）（石川町道）
- 旭橋（親不孝橋）（石川町道）
- 今出橋（福島県道11号白河石川線）
- 通学橋（石川町道）
- 本宮橋（石川町道）
- 関根橋（石川町道）
- 借宿橋（石川町道）
- 里見橋（福島県道14号いわき石川線）
- 一つ橋（福島県道140号石川鴇子線）
- 中田大橋（石川広域農道）
- 曲沢橋（福島県道63号古殿須賀川線）
- （福島県道140号石川鴇子線）
- 大河内橋（平田村道）
- 後田下橋（古殿町道）